# Tarantula (film)
Tarantula is een Amerikaanse sciencefictionfilm uit 1955 onder regie van Jack Arnold.

## Verhaal
Professor Deemer doet proefnemingen met groeihormonen in zijn laboratorium in de woestijn van Arizona. Wanneer zijn assistent dood wordt aangetroffen in de woestijn, gaat dokter Matt Hastings op onderzoek uit. Het gebied blijkt te worden geteisterd door een reusachtige spin, die alles op zijn weg vermorzelt.

## Rolverdeling
| Acteur         | Personage               |
| -------------- | ----------------------- |
| John Agar      | Dokter Matt Hastings    |
| Mara Corday    | Stephanie Clayton       |
| Leo G. Carroll | Professor Gerald Deemer |
| Nestor Paiva   | Jack Andrews            |
| Ross Elliott   | Joe Burch               |
| Edwin Rand     | John Nolan              |
| Raymond Bailey | Townsend                |
| Hank Patterson | Josh                    |
| Bert Holland   | Barney Russell          |
| Steve Darrell  | Andy Andersen           |